# Kriechender Wacholder
Der Kriechende Wacholder (Juniperus procumbens) ist eine Pflanzenart aus der Familie der Zypressengewächse (Cupressaceae). Er ist auf den Inseln des südlichen Japans heimisch.

## Beschreibung
Der Kriechende Wacholder wächst als immergrüner, niederliegender Strauch, der Wuchshöhen von bis zu 70 Zentimetern erreichen kann. Die kriechenden, lang gestreckten Äste sind an ihren Enden nach oben gebogen.
Die 6 bis 8 Millimeter langen, steifen Blätter sind nadelförmig geformt und stehen in Dreierwirteln zusammen. Sie sind leicht gebogen, haben zwei weiße Stomatabänder auf der Blattoberseite und sind auf der Blattunterseite gefurcht. Die Blattbasis ist herablaufend und die Spitze ist spitz zulaufend.
Das Aussehen der männlichen Blütenzapfen ist nicht bekannt. Die Zapfen sind bei einem Durchmesser von 8 bis 9 Millimetern annähernd kugelig geformt. Zur Reife hin sind sie schwarz gefärbt und blaugrün bereift. Jeder Zapfen trägt zwei bis drei Samenkörner. Die gezähnten Samen werden rund 4 Millimeter lang.
Die Chromosomenzahl beträgt 2n = 44.

## Vorkommen
Das natürliche Verbreitungsgebiet des Kriechenden Wacholders liegt in Japan auf Kyūshū und den Bonininseln. In den chinesischen Provinzen Anhui, Fujian, Jiangsu, Jiangxi, Liaoning, Shandong, Yunnan und Zhejiang kommt er verwildert vor.

## Nutzung

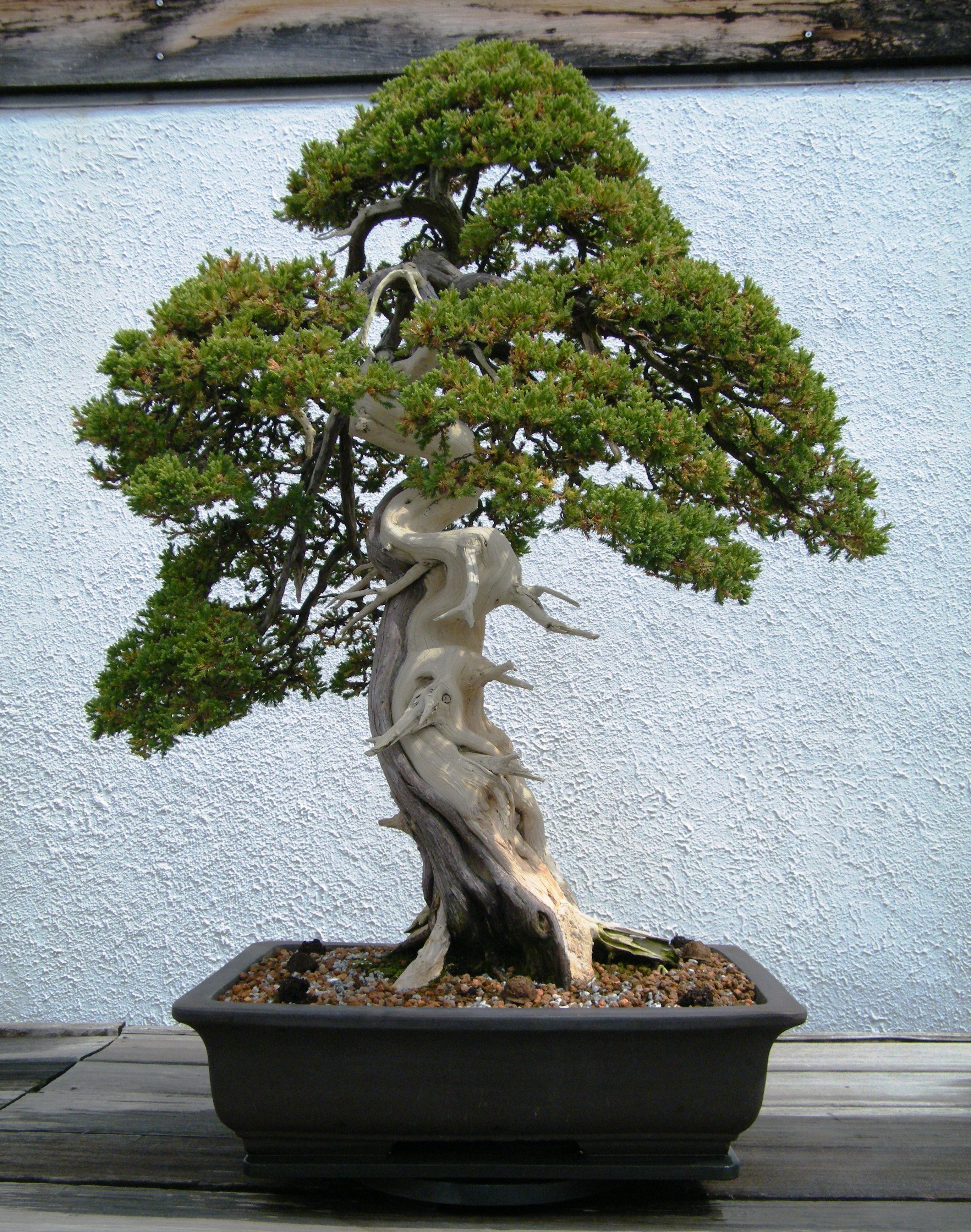
Der Kriechende Wacholder als Bonsai

Der Kriechende Wacholder wird als Zierstrauch verwendet.

## Systematik
Die Erstbeschreibung als Juniperus chinensis var. procumbens erfolgte 1847 durch Philipp Franz von Siebold in Synopsis Coniferarum. S. 21. Im Jahr 1870 wurde die Varietät von Siebold in Flora Japonica 2. S. 59 als Juniperus procumbens in den Rang einer eigenständigen Art erhoben. Synonyme für Juniperus procumbens (Siebold ex Endl.) Miq. sind Sabina procumbens (Siebold ex Endl.) Iwata & Kusaka und Sabina chinensis var. procumbens (Siebold ex Endl.) Antoine.

## Gefährdung
Der Kriechende Wacholder wird in der Roten Liste der IUCN als „nicht gefährdet“ eingestuft. Es wird jedoch darauf hingewiesen das eine erneute Überprüfung der Gefährdung notwendig ist.